# Chiesa dei Santi Vito e Modesto (Lipomo)
La chiesa dei Santi Vito e Modesto è la parrocchiale di Lipomo, in provincia e diocesi di Como; fa parte del vicariato di Lipomo.

## Storia e descrizione
Secondo alcune ipotesi, la posizione sopraelevata in corrispondenza visiva con il castel Baradello e altre postazioni circostanti indurrebbe a pensare che originariamente la chiesa fosse una cappella situata ai piedi di una torre fortificata facente parte di un sistema segnaletico militare romano. 
Ad ogni modo, l'antica origine del luogo è tuttora riscontrabile nella parte bassa del campanile, che presenta alcune forme architettoniche tipiche del romanico comasco.
Nel corso dei secoli, l'edificio religioso fu sottoposto a numerosi interventi che ne modificarono l'aspetto. 
Sul finire nel XVI secolo, la chiesa venne descritta dapprima da mons. Feliciano Ninguarda (1590), che testimoniò come l'edificio avesse “unica navata, unico altare non consacrato e torre campanaria eminente quadrata con una campana [...] un sacrario fatto in rapporto alla necessità” ; una successiva descrizione si ebbe con mons. Filippo Archinti (1597), il quale riportò che “L’altar maggiore è sotto il soffitto, aderente alla parete [...] Il luogo dell’’icona c’è, dipinta sulla parete, l’immagine del Cristo Crocifisso, della Beata Vergine Maria e di San Vito”. 
Il 1º aprile 1632, la chiesa fu elevata alla dignità di parrocchiale, in seguito a uno smembramento dalla pieve di Zezio ad opera del Vescovo di Como mons. Lazzaro Carafino, il quale concesse alla comunità di Lipomo il diritto di patronato della neocostituita parrocchia. 
Interventi corposi si registrarono nel corso della seconda metà del Seicento, al tempo del parroco don Gian Pietro Gallo; così raccontano il convisitatore Savino ed il cancelliere Francesco Maria Rusca, delegati di mons. Carlo Ciceri: “la chiesa stessa di nuova forma, secondo un disegno moderno ed abbastanza capiente in rapporto alla popolazione, di lunghezza e larghezza adeguata, disposta verso oriente, soffittata a volta”. 
Ulteriori interventi architettonici si tennero nel corso dell'Ottocento, in particolare nel 1848. Durante questi lavori, la navata esistente e il sagrato vennero prolungati, mentre la navata meridionale fu costruita ex-novo. Successivamente, il battistero fu spostato dalla navata destra a sinistra e la porta d'ingresso inizialmente prevista sulla testata della navata laterale sud fu soppressa, in modo tale da permettere che chi saliva dal paese di entrare immediatamente in chiesa senza dover girare intorno al sagrato. Al suo posto venne posizionato l’altare di Sant’Antonio, in seguito sostituito dall’attuale.
Il 12 aprile 1947 la chiesa venne riconsacrata dal Vescovo di Como mons. Alessandro Macchi per concedere alla comunità che aveva rinunciato al diritto di patronato l'Indulgenza Plenaria concessa dal papa Pio XII. A un'iniziativa di Leone XIII sarebbe invece da ricondurre l' "indulgenza di 100 giorni" di cui si fa menzione in una croce metallica collocata sul pilastro che sostiene l’arco della prima campata.
Nel biennio 2005-2006, la chiesa fu sottoposta a un intervento di restauro.